# Magnus Bergquist
Erik Magnus Viktor Bergquist, född 17 maj 1956 i Södertälje,  död 25 maj 2014 i Vänersborg var en svensk skådespelare, regissör och dramatiker.

## Biografi
Magnus Bergquist föddes i Södertälje och växte upp på Torekällbergets Museum. Hans far var museichef och hans mor arbetade som lärare. Med Skara Skolscen och Pantomima Na Zábradli (Prag) inleddes hans skådespelarutbildning. 1978 startade han barnteatergruppen Vågspel. Därefter blev det Teaterhögskolan i Stockholm 1979-82. Under scenskoletiden var Bergquist en av grundarna till Sommarteatern i Södertälje där han också fick sina första erfarenheter som regissör med uppsättningar som Romeo och Julia, Stormen och Macbeth.
Efter Scenskolan fick Bergquist anställning som skådespelare vid SVT:s TV-ensemble i Stockholm. Han medverkade i flera TV-produktioner och fick även regissera. Bergquist var med vid starten av Folkteatern i Gävleborg, sedan tog regiuppdragen över med hela Sverige som arbetsfält. 1987 flyttade Bergquist till Malmö där han anställdes som dramachef vid Malmö Stadsteater och under en period även t f lyrisk chef. 1993 återvände Bergquist till Stockholm och var teaterchef för Svenska Riksteatern fram till 1998. Åren därefter gjorde Bergquist flera uppsättningar bland annat vid Östgötateatern, och föreställningen Jerka för Göta Lejon och Storan i Göteborg. Mellan 2002 och 2008 var Bergquist teaterchef för dåvarande Teater Västmanland (Västmanlands Teater). Under samma period verkade Bergquist som kulturkontakt mellan Sverige och USA genom svenska generalkonsulatet i New York.
Skådespelare
Bergquist har medverkat i film- och TV-produktioner såsom Rosenholm, MacLean, Dom Utställda, Dårfinkar & dönickar, Fuck up, Colombe, Mäster Olof, Mannen utan själ, Häpnadsväktarna, August Strindberg ett liv, Hur ska det gå för Pettersson?, Rederiet m fl.
Medverkat som skådespelare för scenen (ex Dramaten, Stockholms Stadsteater, Malmö Stadsteater) i bl. a. Johanna från Slakthusen, Gruffet i Chiozza,
Tolvskillingsoperan, Gycklarnas tid, Trollflöjten (Papageno), kabaréer, turnerande program.
Regissör
Har bl.a. regisserat:
American Buffalo, Balladen om en skärbräda, Billy Liar, Bland annat om Cornelius, Bliv hos mig, Cornelius Anamma, Den girige, Den stora fredsfesten, Diamanten, Elvira Madigan, En uppstoppad hund, Finns det tigrar i Kongo, Förbjudet område, Girls Night Out, Gycklarnas tid, Hamlet i Gödselby, Jaktscener från Nedre Bayern, Jekyll & Hyde, Jerka, Just Rhym,
Klassfiende, Kung Lear, Leka med Elden, LisaLouise, Little Shop of Horror, Macbeth, Man är väl fri, Nightflight, Populärmusik från Vittula, Porträttet, Rabarbers, Romeo och Julia, Shirley
Valentine, Som ni vill ha det, Spindelkvinnans kyss, Stormen, Svarta Änkan, Så tuktas en argbigga, Tablemanners, Tala i tungor, Tivoli Transatlantic, Tone, Trollkarlen från Oz, Vi betalar inte, West Side Story m fl.
Övrigt
Bergquist har gjort dramatiseringar, bearbetningar och översättningar (eng). Han har under åren haft uppdrag för stat, kommuner och landsting och ingått i ett antal styrelser och samrådsgrupper inom kulturområdet. Bergquist verkar också som pedagog och föreläsare.
Bergquist har erhållit bland annat Länstidningen i Södertäljes Kulturpris "Eklövet" 1993, Edvin Adolphsson stipendium, Sankta Ragnhilds Gilles Kulturstipendium.
Familj
Han hade en dotter vid namn Agnes.

## Teater

### Regi (ej komplett)
| År   | Produktion                                               | Upphovsmän                                                 | Teater                                                 |
| ---- | -------------------------------------------------------- | ---------------------------------------------------------- | ------------------------------------------------------ |
| 1982 | Stormen The Tempest                                      | William Shakespeare Översättning Magnus Bergquist          | Torekällberget                                         |
| 1985 | Klassfiende Class Enemy                                  | Nigel Williams                                             | Riksteatern                                            |
| 1985 | Förbjudet område                                         | Klas Östergren                                             | Riksteatern                                            |
| 1987 | Jaktscener från Nedre Bayern Jagdszenen aus Niederbayern | Martin Sperr Översättning Rainer Hartleb och Ernst Günther | Malmö stadsteater                                      |
| 1988 | En uppstoppad hund                                       | Staffan Göthe                                              | Malmö Stadsteater                                      |
| 1989 | I gycklarnas tid Red Noses                               | Peter Barnes Översättning Anna Pyk och Sture Pyk           | Malmö stadsteater                                      |
| 1998 | Little Shop of Horrors                                   | Alan Menken och Howard Ashman Översättning Calle Norlén    | Östgötateatern                                         |
| 2000 | Girls Night Out                                          | Dave Simpson                                               | Östgötateatern/ Turné                                  |
| 2002 | Jerka                                                    | Magnus Lind, Göran Appelkvist och Jerry Williams           | Göta Lejon Senare flyttad till Stora Teatern, Göteborg |
| 2003 | Populärmusik från Vittula                                | Mikael Niemi                                               | Teater Västmanland                                     |